# Rosången
Rosången är en sjö i Härjedalens kommun i Härjedalen och ingår i Ljusnans huvudavrinningsområde. Sjön har en area på 5,04 kvadratkilometer och ligger 328 meter över havet. Sjön avvattnas av vattendraget Långsån.

## Delavrinningsområde
Rosången ingår i det delavrinningsområde (691314-145154) som SMHI kallar för Utloppet av Rosången. Medelhöjden är 373 meter över havet och ytan är 30,51 kvadratkilometer. Räknas de 3 avrinningsområdena uppströms in blir den ackumulerade arean 41,6 kvadratkilometer. Långsån som avvattnar avrinningsområdet har biflödesordning 3, vilket innebär att vattnet flödar genom totalt 3 vattendrag innan det når havet efter 224 kilometer. Avrinningsområdet består mestadels av skog (69 procent). Avrinningsområdet har 5,07 kvadratkilometer vattenytor vilket ger det en sjöprocent på 16,6 procent.